# Park Cho-a
Park Cho-a (Hangul: 박초아), còn được biết đến với nghệ danh Choa (Hangul: 초아), là một ca sĩ thần tượng và diễn viên nhạc kịch người Hàn Quốc. Cô từng là trưởng nhóm của nhóm nhạc AOA do công ty FNC Entertainment quản lý.

## Tiểu sử
ChoA sinh ngày 6 tháng 3 năm 1990 tại Incheon, Hàn Quốc. Cô có mong muốn học âm nhạc tại trường đại học nhưng cha cô không đồng ý, vì vậy cô theo học ngành Quản trị Kinh doanh hàng không tại trường Cao đẳng kĩ thuật Inha. Bước đầu trong việc trở thành một thần tượng của cô là khi cô gặp Juniel và nói với cô về buổi thử giọng của FNC cho nhóm nhạc nữ mới của họ, AOA. Lúc đầu, gia đình phản đối ước mơ thành ca sĩ của cô nhưng sau đó họ đã đồng ý khi nhận ra rằng cô thừa hưởng tài năng âm nhạc từ mẹ cô, người đã theo học chuyên ngành piano. Cô cũng đã chơi guitar trong 3 năm.

## Sự nghiệp

### AOA
Ngày 30 tháng 7 năm 2012, ChoA chính thức ra mắt với tư cách là một thành viên AOA.

### Sự nghiệp solo
Ngày 12 tháng 6 năm 2013, ChoA thông báo rằng cô sẽ đóng vai nữ chính, Gabriella trong vở nhạc kịch High School Musical. Công ty FNC tiết lộ hình ảnh của Choa khi thực hành bài hát song ca "Start of Something New". Choa nói rằng cô muốn miêu tả Gabriella một cách chân thành nhất có thể. Vở nhạc kịch kéo dài từ 2 tháng 7 đến 1 tháng 9 tại Blue Square Samsung Card Hall Seoul.
Vào ngày 16 tháng 3 năm 2014, ChoA phát hành OST solo cho TV Chosun phim truyền hình cô dâu thế kỷ.
ChoA xuất hiện như là một diễn viên mới vào show của đài MBC "Truyền hình My Little". Sau đó, cô rời khỏi chương trình vào ngày 19 tháng năm 2015. Cô cũng đã trở thành người mẫu cho thương hiệu thể thao NBA 2015 S / S, những hình ảnh đầu tiên phát hành mang đầy màu sắc và thể thao.
Ngày 25 Tháng 3 năm 2015, Choa trở thành một trong những MC vĩnh viễn cho MBC We Got Married.
Vào ngày 6 tháng 6 năm 2015, cô đã trở thành một người mẫu mới cho 'Alba Heaven' với Yoo Byung-jae.
Ngày 22 Tháng 7 năm 2015, Choa sẽ phối hợp với Primary and Iron cho bài hát mới "Don't be shy". Các bài hát và video âm nhạc đầy đủ với sự tham gia Choa đã được phát hành vào ngày 24 Tháng Bảy năm 2015.

### Rời nhóm AOA
Ngày 23 tháng 6 năm 2017, Công ty chủ quản của AOA thông báo Choa sẽ rời nhóm.